# Gostota prebivalstva
Gostota prebivalstva je razmerje med številom prebivalstva in površino, na kateri živijo. Na ravni države ima največjo gostoto Monako (16.329 prebivalcev/km²), najmanjšo pa Kanada (1,03 prebivalca/km²).